# El último cazador de brujas
The Last Witch Hunter es una película del género sobrenatural cuyo estreno fue en el 2015, dirigida por Breck Eisner. 
La película es protagonizada por Vin Diesel como un cazador de brujas inmortal que debe detener una plaga en la Ciudad de Nueva York. La película se estrenó el 23 de octubre de 2015.

## Sinopsis
La película comienza con un grupo de cazadores de brujas que en algún lugar de Europa entran al hogar de la reina bruja, luego de encontrarla y que Kaulder la asesine, ella lo maldice con la inmortalidad. Ocho siglos después Kaulder se entera de que las brujas planean revivir a la reina bruja. Para impedir esto, deberá ser compañero de una bruja, algo que nunca pensó que llegaría a hacer. 
pero para su sorpresa era una bruja blanca la cual supo ganarse la confianza de Kaulder (el cazador).

## Argumento
Hace ochocientos años, la Reina Bruja desata la Peste Negra para acabar con la humanidad. Un grupo de caballeros, incluido Kaulder viudo, asalta su guarida y la empala. Antes de morir, la Reina maldice a Kaulder con vida eterna. 
En la actualidad, Kaulder evita que un adolescente destruya involuntariamente un avión con runas que controlan el clima. Se revela que Kaulder es un cazador de brujas para una organización llamada Axe and Cross, cuyo objetivo es mantener la tregua entre humanos y brujas y ejecuta o encarcela a las brujas que infringen la ley. Lo ayuda un sacerdote llamado "Dolan", una tradición heredada de la batalla para destruir a la Reina.
El número 36 Dolan le dice a Kaulder que se retira de sus funciones y ha elegido un nuevo Dolan, pero muere mientras duerme. Kaulder y el joven 37 Dolan, quien dice que las brujas mataron a sus padres y que Kaulder mató a las brujas y lo salvó de un incendio que quemó las manos de 37, deducen que 36 fue asesinado por una bruja. Mientras busca a la bruja, Kaulder encuentra rastros de antigua magia oscura, que no se habían visto desde antes de que matara a la Reina. Se revela que 36 no está muerto sino bajo un hechizo de magia oscura que sólo puede romperse si la bruja que lo lanzó muere.
Utilizando las pistas que 36 dejó, Kaulder va a un bar de brujas, propiedad de Chloe y Miranda, para comprar un hechizo de memoria que le ayude a recordar cómo murió y cómo regresó. Chloe finalmente acepta realizar el hechizo. Durante el proceso de revivir la memoria de Kaulder, el bar es atacado por el brujo que maldijo al 36º Dolan. Más tarde ataca a Chloe en su apartamento, aunque Kaulder la salva. 37 y Kaulder trabajan juntos para determinar el nombre de la bruja: Baltasar Ketola, también conocido como Belial. Después de que Belial mata a Miranda, Chloe acepta ayudar a Kaulder a conseguir lo que necesita para matarlo.
Para obtener el raro ingrediente para crear otro hechizo de memoria, visitan a otra bruja, Danique. Sin embargo, Danique lanza un hechizo de memoria sobre Kaulder, planeando atraparlo en su sueño para siempre. Chloe, sin embargo, puede entrar en trance y liberar su mente y la pareja escapa. Kaulder le pide a Chloe que entre en su mente y saque el recuerdo. Descubre que, aunque el cuerpo de la Reina se redujo a cenizas, el primer Dolan decidió perdonarle el corazón; Si el corazón fuera destruido, Kaulder moriría. Deducen que 36 fue atacado porque sabía dónde estaba escondido el corazón y fue torturado para revelar su ubicación. También se dan cuenta de que el verdadero plan de Belial es revivir a la Reina.
Dejando atrás a Chloe y al 37.º Dolan, Kaulder se enfrenta a Belial para evitar que la Reina regrese. Aunque mata a Belial en un enfrentamiento, la Reina vuelve a entrar al mundo mediante el sacrificio de otra bruja (Max Schlesinger) y escapa a la ciudad, robando la inmortalidad de Kaulder. 36, que se está recuperando, anima a Kaulder a seguir luchando.
Los miembros del Consejo de Brujas, que custodiaban la Prisión de las Brujas, mueren y la Reina planea liberar otra maldición de plaga utilizando a las brujas encarceladas como fuente de poder mágico. Usando su habilidad para caminar en sueños, Chloe mata a un prisionero, cortando la conexión con la Reina. Kaulder lucha contra la Reina y parece estar a punto de matarla, hasta que 37 lo ataca con rencor: revela que sus padres eran un brujo y una bruja a quienes Kaulder mató, aunque 37 carece de su poder mágico. Le pide a la Reina que le dé ese poder. Ella se niega y mata a 37, y usa a Chloe para completar la conexión para que la maldición de la plaga se forme nuevamente. Kaulder invoca un rayo en su espada usando las runas meteorológicas que le confiscó a la adolescente en el avión y arroja su espada a la Reina, quemándola hasta convertirla en cenizas. Kaulder se prepara para matarse a sí mismo y al corazón de la Reina, pero Chloe lo disuade, afirmando que hay cosas en la oscuridad peores que la Reina Bruja con las que necesita seguir luchando.
El número 36 Dolan acepta retrasar su retirada y permanecer al lado de Kaulder. Chloe también lo hace, y los tres forman un nuevo equipo, libre del Hacha y la Cruz. Los latidos del corazón de la Reina se escuchan dentro de la bóveda de armas de Kaulder en su apartamento.

## Elenco
- Vin Diesel como Kaulder.
- Rose Leslie como Chloe.
- Elijah Wood como el Padre Dolan N.º 37.
- Michael Caine como el Padre Dolan N.º 36.
- Rena Owen como Glaeser.
- Julie Engelbrecht como la Reina Bruja.
- Ólafur Darri Ólafsson como Belial.
- Ben Vereen como Schlesinger.
- Lotte Verbeek como Helena.

## Producción
Los planes para filmar The Last Witch Hunter fueron anunciados en 2012 y Timur Bekmambetov iba a dirigir la película sobre un guion escrito por Cory Goodman. Bekmambetov luego fue reemplazado por Breck Eisner y el guion de Goodman fue reescrito por D.W. Harper antes que Melisa Wallack volviera a trabajar en el guion de la película. Se anunció que Vin Diesel iba a protagonizar la película, y sería producida por Lionsgate-Summit. En febrero de 2014, Vin Diesel publicó una foto en su página de Facebook. En julio de 2014, se anunció que Rose Leslie se uniría al elenco como la coprotagonista Vien Diesel, y en agosto, se anunció que Elijah Wood, Michael Caine, y Ólafur Darri Ólafsson también se unirían al elenco. Julie Engelbrecht y Lotte Verbeek también estarán en la película.

### Filmación
La filmación se vio retrasada por la muerte de Paul Walker, ya que la muerte retrasó la filmación para Furious 7. Lionsgate oficialmente empezó la filmación en Pittsburgh en junio de 2014. La filmación empezó el 5 de septiembre de 2014, ya que Diesel publicó una foto en su Facebook. La filmación duró hasta el 5 de diciembre.

## Estreno
El 24 de octubre de 2014, Lionsgate fijó una fecha para el estreno, el 23 de octubre de 2015.